# اکوکو-تارو
اکوکو-تارو (به لاتین: Akuku-Toru) یک سکونتگاه مسکونی در نیجریه است که در ایالت ریورز واقع شده‌است.